# ذي ميدل إيست
ذي ميدل إيست (بالإنجليزية: The Middle East)‏ هي مجلة باللغة العربية تصدر من لندن وتتبع شركة آي سي بابليكيشنز. أسسها عفيف بن يدّر.

## وصلات خارجية
- الموقع الرسمي